# Kaumoebavirus
Kaumoebavirus (лат.) — гигантский вирус, который морфологически и генетически близок к другому гигантскому вирусу, Faustovirus, а также вирусам семейства Asfarviridae. Он имеет икосаэдрический капсид размером около 250 нм, а его геном представлен молекулой ДНК, состоящей из около 350 тысяч пар оснований (п. о.) и содержащей 465 предсказанных генов, кодирующих белки.
Вирус был описан в 2016 году при культивации амебоидных протистов Vermamoeba vermiformis с пробой сточных вод из южной части Саудовской Аравии. 
По состоянию на ноябрь 2018 года род Kaumoebavirus не зарегистрирован в базе данных Международного комитета по таксономии вирусов (ICTV).

## Описание
Как упоминалось выше, Kaumoebavirus имеет икосаэдрический капсид размером около 250 нм. Его геном представлен кольцевой молекулой ДНК, содержащей примерно 351731 п. о. В геноме отсутствуют повторяющиеся последовательности, за исключением длинного инвертированного тандемного повтора длиной 1407 п. о. GC-состав генома составляет 43,7 %. Согласно данным биоинформатического анализа, геном Kaumoebavirus содержит 465 генов, которые кодируют белки длиной от 113 до 6209 аминокислотных остатков (а. о.). Гены тРНК в его геноме выявлены не были. В плане гомологии 74 (59 %) белков Kaumoebavirus наиболее близки к другим вирусным белкам, 19 (15 %) — к белкам бактерий, 31 (25%) — к белкам эукариот и два (2 %) — к белкам архей. Как и у Faustovirus, у Kaumoebavirus при созревании мРНК происходит сплайсинг.

## Жизненный цикл
На ранней стадии инфекции (через 2 часа после проникновения в клетку протиста Vermamoeba vermiformis) в цитоплазме клетки наблюдаются фагоцитозные вакуоли, содержащие вирионы Kaumoebavirus. Ещё через три часа они уже образовывали скопления из 2—4 вирусных частиц внутри вакуолей. Через 4 часа после проникновения вирусная ДНК выходит в цитоплазму, и в течение двух последующих часов вблизи ядра клетки можно наблюдать вирусные фабрики, в которых происходит репликация вирусных геномов и сборка вирионов. С 8 по 16 час после инфицирования в вирусной фабрике выявляются новосформированные вирусные частицы Kaumoebavirus. В ходе репликации Kaumoebavirus морфология ядра клетки не изменяется. Наконец, происходит лизис клетки, и вирионы выходят наружу. Общая длительность жизненного цикла Kaumoebavirus составляет от 16 до 20 часов, как и у Faustovirus. 

## Филогения и родственные связи
Среди вирусных белков к белкам Kaumoebavirus наиболее близки белки вирусов порядка Megavirales, в частности, другого гигантского вируса, Faustovirus, а также белкам семейства Asfarviridae. Среди других родственников Kaumoebavirus — члены семейств Mimiviridae, Phycodnaviridae, Poxviridae, Baculoviridae, а также гигантские вирусы рода Marseillevirus. С эволюционной точки зрения Kaumoebavirus занимает промежуточное положение между Faustovirus и Asfarviridae. 
В 2018 году были опубликованы результаты анализа, который ещё больше подтвердил близкое родство Kaumoebavirus с Faustovirus и Asfarviridae. В исследовании проверялось, характерны ли последовательности, характерные для выявленных ранее промоторов Asfarviridae, у гигантских вирусов Kaumoebavirus и Faustovirus. Ранее было показано, что для представителей семейства Asfarviridae характерно наличие A/T-богатых последовательностей в промоторах. Оказалось, что у Kaumoebavirus и Faustovirus в промоторах преобладают AT-богатые мотивы TATTT и TATATA, что дополнительно сближает их с Asfarviridae.
Согласно филогенетическому дереву, построенному на основании последовательности генов семейства ДНК-полимеразы B, Pacmanvirus, Kaumoebavirus, Faustovirus и Asfarviridae формируют монофилетическую кладу. По-видимому, эти вирусы имели общего предка.